# Acanthopetalum albidicolle
Acanthopetalum albidicolle är en mångfotingart som först beskrevs av Karl Wilhelm Verhoeff 1900.  Acanthopetalum albidicolle ingår i släktet Acanthopetalum och familjen Schizopetalidae. Utöver nominatformen finns också underarten A. a. aetolicum.